# Paweł Wondraczek
Paweł Wondraczek vel Pavel Vondráček (ur. 13 sierpnia 1897 w Zelowie, zm. 19 lutego 1978) – polski tkacz-chałupnik, bombardier Wojska Polskiego, kawaler Orderu Virtuti Militari, narodowości czeskiej.

## Życiorys
Urodził się 13 sierpnia 1897 w Zelowie, w ówczesnym powiecie łaskim guberni piotrkowskiej, w rodzinie Karola i Marii z Łacisławów, wywodzącej się z pierwszej emigracji Braci Czeskich, wyznania ewangelicko-reformowanego. Po ukończeniu szkoły powszechnej pracował przy rodzicach jako tkacz ręczny.
2 czerwca 1919 został wcielony do Wojska Polskiego i przydzielony do 3 baterii 10 pułku artylerii polowej. W szeregach tego oddziału walczył na wojnie z bolszewikami. Wyróżnił się 4 lipca 1920 w bitwie nad Autą. Z pozycji w folwarku Ulino kierował jako celowniczy działem, pomimo ostrzeliwania działa ogniem rosyjskiej baterii. Wycofał się ze wsi ostatni, ratując jeszcze rannego piechura od niechybnej niewoli. Został odznaczony później za swój czyn Srebrnym Krzyżem Orderu Virtuti Militari. Wyróżnił się także 4 sierpnia 1920 w bitwie pod Ostrowią Mazowiecką.
Po zwolnieniu z wojska wrócił do Zelowa i kontynuował pracę we własnym warsztacie tkackim. 6 marca 1935 został zatrudniony w służbie pocztowej w charakterze pracownika kontraktowego. Po II wojnie światowej wyjechał do Czechosłowacji. Żył w Svitavach, gdzie pracował w przemyśle włókienniczym. Zmarł 19 lutego 1978.
Był żonaty, miał syna Karola Jana (ur. 1927).

## Ordery i odznaczenia
- Krzyż Srebrny Orderu Wojskowego Virtuti Militari nr 2806[2] – 28 lutego 1921[5][6]